# Стерн, Альберт
Сэр Альберт Стерн (англ. Albert Gerald Stern; 1878—1966) — британский банкир и военный деятель в период Первой мировой войны, организационные способности и влияние которого в финансовых кругах способствовали созданию первого британского танка Mark I.

## Биография
Родился 24 сентября 1878 года в Лондоне в еврейской семье. Был вторым сыном в семье банкира Джеймса Стерна (англ. James Julius Stern).
Образование получил в Итонском колледже и колледже Крайст-Чёрч. Затем вошёл в семейный бизнес, известный в Лондонском Сити «Священный террор» (англ. The Holy Terror). Одним из успешных дел в его послужном списке были переговоры по предоставлению крупного кредита султану Марокко.
В начале Первой мировой войны Стерн пытался поступить на службу в Королевские вооруженные силы, но не был принят по здоровью. Пытаясь помочь стране, предложил поставлять Адмиралтейству за свой счет бронированные автомобили и в итоге в конце 1914 года был назначен лейтенантом подразделения бронированных автомобилей (англ. Armoured Car Division) Королевского Военно-морского добровольного резерва.
Затем Стерн вошел в Комитет по сухопутным кораблям в качестве помощника командира звена Томаса Хетерингтона (англ. Thomas Hetherington). В 1915 году он стал секретарем этого комитета. А в феврале 1916 года Ллойд Джордж назначил его главой департамента Mechanical Warfare Supply Department при Министерстве боеприпасов, который контролировал закупку и поставку в британскую армию танков. Стерн был переведен в армию, где дослужился до звания подполковника. Здесь он пытался примененить способы ведения бизнеса в военном производстве с минимальным вмешательством профессиональных военных. Вместе со своим коллегой по комитету — Eustace d'Eyncourt, они пытались использовать свое влияние на Ллойд Джорджа при производстве танков. Однако военных раздражало вмешательство бизнеса в их дела, Стерн был смещен со своего поста и ему была поручена только координация создания союзного танка, в результате чего к концу войны вместе с США был создан танк Mark VIII. Вскоре Первая мировая война закончилась.
В 1939 году Министерство снабжения Великобритании, обеспокоившись экспансией немецких бронетанковых войск, поняло, что ему нужна помощь эксперта в создании и производстве современных танков, необходимых для армии. Для их производства были выбраны две компании  — Vickers и Royal Arsenal. Министр снабжения Leslie Burgin обратился к Альберту Стерну, которому было уже 62 года. В это время Стерн был в советах директоров банков Midland Bank, Clydesdale Bank и Bank of Romania и помогал предотвращать попытки немцев захватить румынскую нефтяную промышленности. Стерн встретился с генералом сэром Maurice Taylor, главным военным советником министерства, который высказал своё удовлетворение состоянием танковой промышленности в Великобритании. Однако его помощник генерал Дэвидсон выразил озабоченность по поводу отсутствия инвестиций в производство танков. Leslie Burgin назначил Стерна главой специального комитета Special Vehicle Development Committee. Стерн затем приступил к отбору членов комитета, куда вошли некоторые специалисты по созданию танков во время Первой мировой войны — бывший Главный строитель флота Eustace d'Eyncourt, танковый эксперт сэр Эрнест Суинтон, конструктор двигателей сэр Гарри Рикардо, разработчик коробки передач и трансмиссии Уолтер Вильсон. Неудивительно, что они получили прозвище «Старая банда» (англ. The Old Gang, TOG).
Вместе они предложили разработать тяжелый танк, впоследствии названный TOG 1. Его прототип был представлен в октябре 1940 года. После процесса доработки, в мае 1943 года, была представлена его улучшенная версия TOG 1A, не вышедшая в серию. Второй моделью «Старой банды» стал сверхтяжелый танк TOG 2. Его прототип был создан в марте 1941 года. Однако работы и над этим проектом были прекращены в 1944 году. В это время премьер-министром Великобритании стал Уинстон Черчилль, с кем Стерн имел большие разногласия в 1917 году. Работы комитета Special Vehicle Development Committee отошли на второй план, хотя Стерн предложил спецификации на крейсерский танк, который конкурировал с параллельно созданным танком «Черчилль». Несмотря на устаревшую конструкцию, он был принят в производство и стал одним из наиболее многочисленных британских танков Второй мировой войны. На этом деятельность Стерна в качестве эксперта по танкам завершилась. За свой вклад в танковую промышленность Великобритании он был удостоен в 1952 году званий High Sheriff of Kent и Deputy Lieutenant for Kent.
Умер 2 января 1966 года в местечке Teston графства Кент и похоронен на местном кладбище St Peter and St Paul Churchyard.
Был награждён орденом Святого Михаила и Святого Георгия (1917), а также орденом Британской империи (1918).

### Семья
В 1922 году Стерн женился на Helen Orr-Lewis, дочери сэра Frederick Orr-Lewis, канадского бизнесмена. Они имели двух сыновей и двух дочерей. Брат Альберта Стерна — сэр Фредерик Стерн стал известным ботаником и садоводом, одним из создателей Highdown Gardens.